# Ходунки
Ходунки — приспособление для маленьких детей, инвалидов или пожилых людей, которые нуждаются в дополнительной поддержке, чтобы сохранить равновесие и устойчивость при ходьбе.

## История
Детские ходунки появились очень давно, подобные самодельные устройства использовали и взрослые, пожилые люди, но не патентовали свои изделия.
Первый американский патент на ходунки был получен в 1953 году англичанином Уильямом К. Роббом (англ. William Cribbes Robb). Это устройство проходило под названием «помощник при ходьбе» (англ. walking aid). Патент США на два варианта с колесами был выдан в мае 1957 года а на первую бесколёсную конструкцию, которая называлось «ходок» (англ. walker) был запатентован в 1965 году. Первые ходунки современного вида, были запатентованы в 1970 Альфредом Смитом из Калифорнии.

### СССР
В СССР запретили детские ходунки в 1970-х.

## Конструкция
Обычно основная конструкция изготовлена из металлических трубок и состоит из двух боковых плоских рамок с ручками наверху, спереди скрепленными меж собою горизонтальными элементами на расстоянии немного шире, чем габарит пользующегося ими.
Современные ходунки имеют регулировки и устанавливаются на высоте, комфортной для пользователя, и позволяют поддерживать небольшой изгиб рук. Этот изгиб необходим для удобства и нормальной и циркуляции крови в руках. Передние ножки ходунков могут иметь или не иметь колеса, в зависимости от необходимости.

## Ролятор
Другой подход к проблеме помощи в передвижении является ролятор, который изобрела шведская социальная работница Аина Вифалк в 1978 году, сама страдавшая от полиомиелита. Изначально будучи названием бренда, «ролятор» стал обобщенным понятием в отношении колесных ходунков во многих странах, и также наиболее распространенным типом ходунков в ряде европейских стран.
Ролятор состоит из рамы на трех или четырёх больших колесах, руля и встроенного сиденья, которое позволяет пользователю остановиться и отдохнуть, когда это необходимо. Роляторы также часто оборудованы корзиной для покупок. Они как правило, более сложные, чем обычные ходунки с колесами. Роляторы регулируются по высоте и имеют небольшую массу, руль оснащен ручным тормозом.

## Детские ходунки
Ходунки для детей появились очень давно, возможно в 14 веке, они были деревянными с колёсами, поддерживали ребёнка в вертикальном положении, помогают ходить детям, которые ещё ходить не умеют.
- большой мальчик с ходунками 14 век
- Иисус в ходунках, картина 1440 года (15 век)
- самодельные деревянные ходунки в Индии
- детские ходунки 19 век
- современные ходунки